# Perittia echiella
Perittia echiella is een vlinder uit de familie grasmineermotten (Elachistidae). De wetenschappelijke naam is voor het eerst geldig gepubliceerd in 1902 door Joannis.
De soort komt voor in Europa.